# 穆特·福開
穆特·福開（Friedrich de la Motte Fouqué，1777年2月12日—1843年1月23日），德國作家，以浪漫主義風格著稱。他最著名的作品是《渦堤孩》。